# Яцек Дукай
Я̀цек Ю̀зеф Ду̀кай (на полски: Jacek Józef Dukaj) е полски писател на произведения в жанра научна фантастика и фентъзи.

## Биография и творчество
Яцек Дукай е роден на 30 юли 1974 г. в Тарнов, Полша. Завършва философия в Ягелонския университет.
Литературният му дебют е на 16 години с разказа „Златната галера“ публикуван през 1990 г. в списание „Фантастика“.
Получава първата си награда „Януш Зайдел“ през 2000 г. за разказа си „Катедралата“. Той е екранизиран през 2002 г. в едноименния цифров анимационен филм на Томаш Багински, и е номиниран за „Оскар“.
Произведенията му са предимно в направлението „твърда научна фантастика“ и се характеризират със сложност на сюжета и богатство на идеи.
Яцек Дукай живее със семейството си в Краков.

## Произведения

### Самостоятелни романи
- Xavras Wyżryn (1997)
- Zanim noc (1997)
- Czarne oceany (2001) – награда „Януш Зайдел“
- Extensa (2002)
- Inne pieśni (2003) – награда „Януш Зайдел“
Други песни, изд.: ИК „Колибри“, София (2015), прев. Силвия Борисова
- Perfekcyjna niedoskonałość (2004) – награда „Януш Зайдел“
- Lód (2007) – награда за литература на Европейския съюз, награда „Януш Зайдел“
Лед, София, изд. „Ерго“. 2017, прев. Вера Деянова, ISBN 9786197392128
- Wroniec (2009)
- Science fiction (2011)
- Starość aksolotla (2015)

### Новели
- Aguerre w świcie (2001)
- Córka łupieżcy (2009)

### Сборници
- Xavras Wyżryn i inne fikcje narodowe (2004)
- W kraju niewiernych (2008)
- Król Bólu (2010) – награда „Януш Зайдел“

### Разкази
- Złota Galera (1990)
- Smierć matadora (1991)
- Opętani (1991)
- Książę mroku musi umrzeć (1992)
- Korporacja Mesjasz (1992)
- Panie, pobłogosław morderców (1993)
- Wszystkie nasze ciemne sprawy (1994)
- Irrehaare (1995)
- Wielkie podzielenie (1996)
- Szkoła (1996)
- Ziemia Chrystusa 1997)
- IACTE (1997)
- Ponieważ kot
- Serce Mroku (1998)
- W bibliotece (2000)
- Katedra (2000) – награда „Януш Зайдел“
- Ruch Generała (2004)
- Muchobójca (2008)
- Medjugorje (2008)
- In partibus infidelium (2008)
- Gotyk (2004)
- Sprawa Rudryka Z. (2004)
- Przyjaciel prawdy (2004)
- Crux (2004)
- Diabeł w strukturze (2005)
- Kto napisał Stanisława Lema? (2008)
- Linia Oporu (2010)
- Oko Potwora (2010)
- Król Bólu i pasikonik (2010)
- Piołunnik (2010)
- Portret nietoty

### Екранизации
- 2002 Katedra – кратък филм, по романа
- 2014 Ambition – кратък филм, история